# Edvard Grieg
« Grieg » redirige ici. Pour les autres significations, voir Grieg (homonymie).
Œuvres principales
- Concerto pour piano
- Peer Gynt : Suites nos 1 et 2
- Suite Holberg
- Pièces lyriques
- Danses norvégiennes
- La Noce à Troldhaugen
- Haugtussa
- Dans l'antre du roi de la montagne
- Deux mélodies élégiaques

Edvard Hagerup Grieg (/ˈɛdʋɑʁd ˈhɑːgəʁʉp ˈgʁɪg/), né le 15 juin 1843 à Bergen et mort le 4 septembre 1907 dans la même ville, est un compositeur et pianiste norvégien de la période romantique. Sa découverte en 1863 du folklore norvégien et de ses danses paysannes fera de lui un militant inépuisable d'un art musical national, pour toute sa vie. Grand harmoniste (auquel ne seront pas indifférents Claude Debussy, Maurice Ravel et Olivier Messiaen), maître de la petite forme (pièces pour piano), il composa ses œuvres les plus célèbres dans le domaine orchestral comme le Concerto pour piano en la mineur et Peer Gynt, musique de scène composée pour le drame d'Henrik Ibsen.

## Biographie

### Enfance à Bergen
Fils d'Alexander Grieg, négociant norvégien et vice-consul honoraire britannique à Bergen (dont la famille, au nom orthographié originellement Greig, est d'ascendance écossaise), et de Gesine Judithe Grieg (née Hagerup). Il est élevé dans une famille de musiciens ; sa mère, pianiste, son premier professeur de piano lui donne ses premières leçons quand il a cinq ans et l'initie aux classiques et aux romantiques, Carl Maria von Weber, Frédéric Chopin et Felix Mendelssohn principalement. Il commence à composer vers l'âge de neuf ans.

### Départ pour le conservatoire
Durant l'été 1858, Grieg rencontre le légendaire violoniste norvégien Ole Bull, qui est un ami de la famille et aussi le beau-frère de sa mère. Bull remarque les bonnes dispositions pour la musique du jeune homme de quinze ans, et persuade ses parents de l'envoyer au conservatoire de Leipzig pour développer ses talents. Ole Bull secoue l'adolescent et lui dit : « Tu vas à Leipzig pour devenir un artiste ! ». À partir de l'automne 1858, Grieg suit donc l'enseignement des plus grands maîtres au conservatoire, tels Carl Reinecke, Ernst Ferdinand Wenzel et Ignaz Moscheles, son ami de longue date. Il y entend beaucoup de grandes œuvres, comme le concerto pour piano de Schumann, interprété par Clara Schumann.
Ses années de conservatoire ne lui laissent pas de très bons souvenirs car il y trouve l'enseignement dépourvu d'intérêt. En outre, il est atteint de pleurésie et souffre toute sa vie de troubles respiratoires. Malgré cela, quatre ans plus tard, il quitte l'institution avec de solides connaissances d'instrumentiste et de compositeur. Il donne son premier concert en 1862, dans sa ville natale de Bergen.

### Départ pour le Danemark
En 1863, Grieg part pour Copenhague, où il reste trois années. Les préceptes du conservatoire de Leipzig lui semblent encombrants et c’est à Copenhague qu’il développe sa vraie nature. Il y rencontre les compositeurs danois Johann Peter Emilius Hartmann et Niels Gade, ainsi que le compositeur de l'hymne national norvégien (Ja, vi elsker dette landet), Rikard Nordraak, qui devient pour Grieg un ami proche et une grande source d'inspiration. « Il me tomba des écailles des yeux », écrivit-il plus tard, « C'est par Nordraak que j'appris à connaître les chants populaires du Nord et même ma propre nature. Nous nous conjurâmes contre le scandinavisme efféminé de Gade, mâtiné de Mendelssohn, et nous nous engageâmes avec enthousiasme dans la voie nouvelle sur laquelle marche à présent l'école du Nord … ». Il lui donne en effet le goût de la musique traditionnelle norvégienne, étant lui-même passionné par l'histoire, les légendes et les mélodies folkloriques de son pays. Nordraak meurt peu de temps après, Grieg compose alors une marche funèbre en son honneur.
Durant son séjour au Danemark, Grieg se fiance avec la cantatrice Nina Hagerup, qui n'est autre que sa cousine. Il l'épouse en 1867. L'année suivante, ils donnent naissance à leur unique fille, Alexandra. Durant l'été 1869, l'enfant tombe malade et meurt à l'âge de 18 mois. Après la mort de sa fille, il n'aura pas d'autre enfant. Il rencontre divers compositeurs, notamment Franz Liszt, Richard Wagner, Piotr Ilitch Tchaïkovski et Johannes Brahms.

### Premières œuvres
Il s'installe à Christiana (Oslo), où il fonde l'Académie norvégienne de musique en 1867. Dès lors, Grieg n'a de cesse de connaître les innombrables mélodies authentiques que l'organiste Ludvig Mathias Lindeman (en) avait patiemment collectées et soigneusement publiées de 1853 à 1867 sous le titre Aeldre og nyere norske Fjeldmelodier (« Mélodies anciennes et nouvelles des montagnes norvégiennes »). Dans le même temps, il s'applique à retrouver les rythmes enjoués de ces ganger, halling et autres springar dansés par les paysans au son de cette curieuse et primitive viole d'amour appelée « hardangfidle ». Aussi n'est-il pas surprenant que les premières œuvres vocales et pianistiques de Grieg portent la marque indélébile de ces découvertes.
Tout en assurant la direction de l'Orchestre philharmonique d'Oslo, dont son ami, le compositeur norvégien Johan Svendsen, va devenir un éminent chef, Grieg compose abondamment : après les Humoresques et les premières Pièces lyriques éditées en 1867, suivent le fameux concerto pour piano et orchestre en la mineur (créé au Théâtre du Casino de Copenhague), les Mélodies norvégiennes et les Scènes de la Vie populaire.
Pendant l'hiver 1869-1870, Grieg séjourne à Rome auprès de Franz Liszt qui l'encourage dans la voie qu'il s'est tracée et donne à sa technique du piano une dimension nouvelle. En 1870, il commence une collaboration avec Bjørnstjerne Bjørnson qui rédige plusieurs livrets. Dès 1872, il peut se consacrer définitivement à la composition : en lui servant une solide rente viagère, l'État norvégien le dégage de toute obligation, l'honore et fait implicitement de lui un ambassadeur artistique.

### Gloire
De sa collaboration avec Henrik Ibsen naît la musique de scène de Peer Gynt en 1876, qui connaît un extraordinaire succès, qu'il ne parvient pas à renouveler lors d'une tentative similaire avec le Sigurd Jorsalfar de Bjørnstjerne Bjørnson. Grieg abandonne alors tout espoir de réaliser cet opéra national dont il rêvait.
De 1876 à 1885, il traverse une période de crise. Il préfère alors se pencher sur le folklore et, pour se tenir plus près de sa région d'origine, il se fixe en 1885 à Hop, au sud de Bergen, où il fait construire sa villa baptisée Troldhaugen. Il y écrit une célèbre suite pour cordes, destinée à la célébration du bicentenaire de la naissance du poète Ludwig Holberg.
Paris l'accueille entre 1889 et 1890, en 1894 puis en 1903. Son concerto pour piano, que joue Raoul Pugno, et les suites de Peer Gynt qu'il dirige lui-même obtiennent un très bon accueil. Partout où il passe, en Angleterre, en Italie, aux Pays-Bas, en Hongrie, en Pologne ou en Allemagne, ses tournées sont triomphales.
Miné par une tuberculose pulmonaire, Grieg meurt le 4 septembre 1907, couvert d'honneurs et salué comme l'un des grands bienfaiteurs de cette Norvège désormais libre.

### Galerie d'images

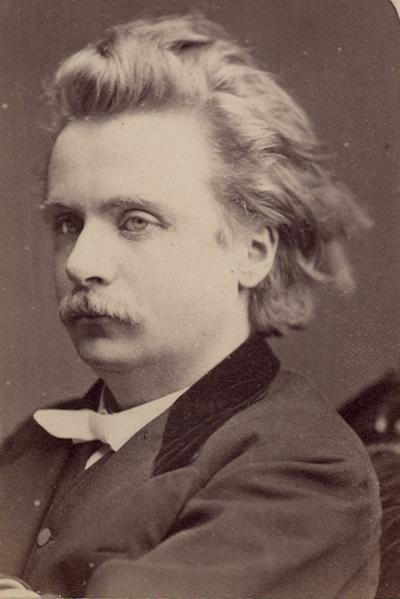
Edvard Grieg.
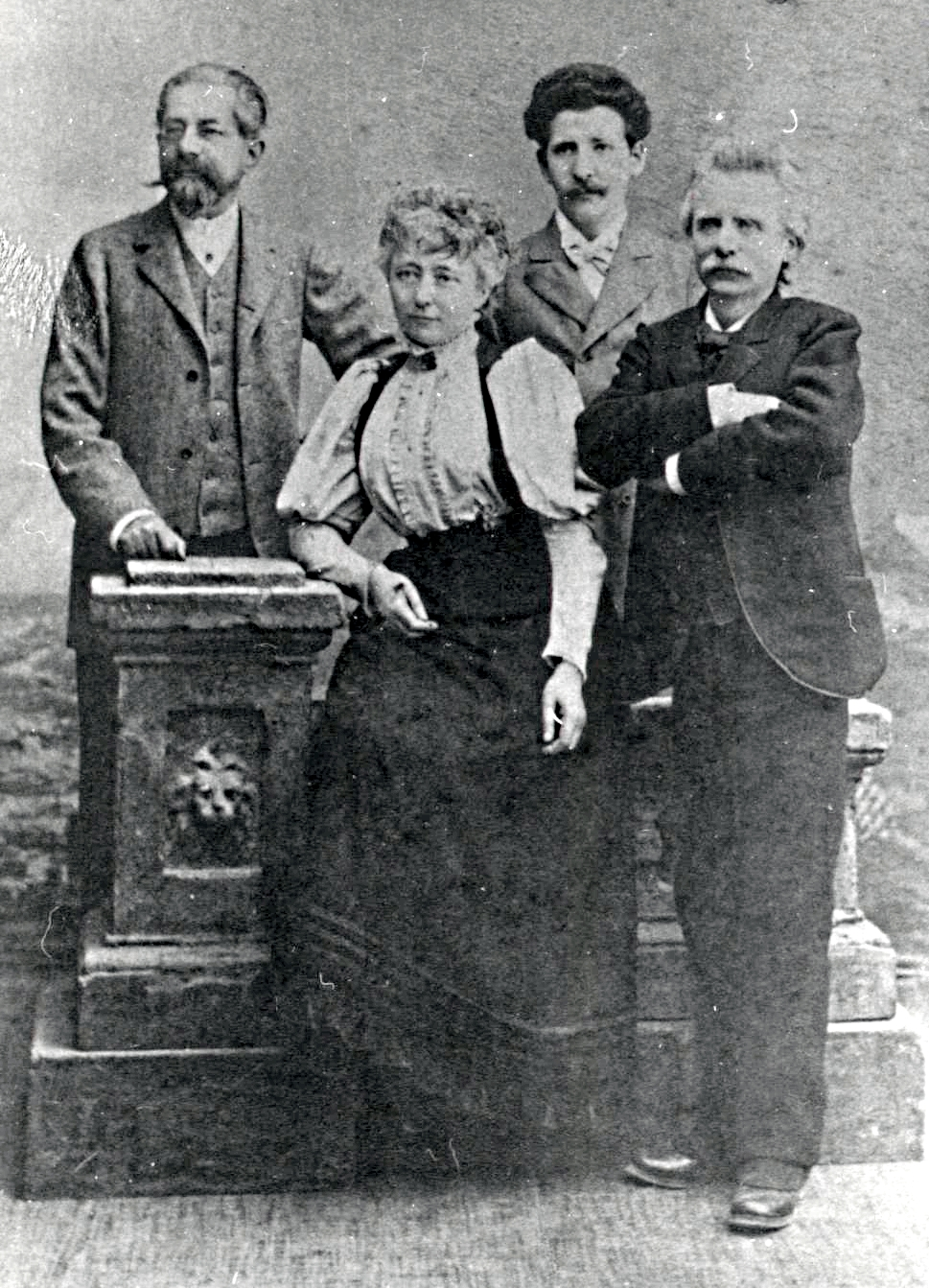
Max Abraham (son éditeur), Nina Grieg, Oscar Meyer, et Grieg.
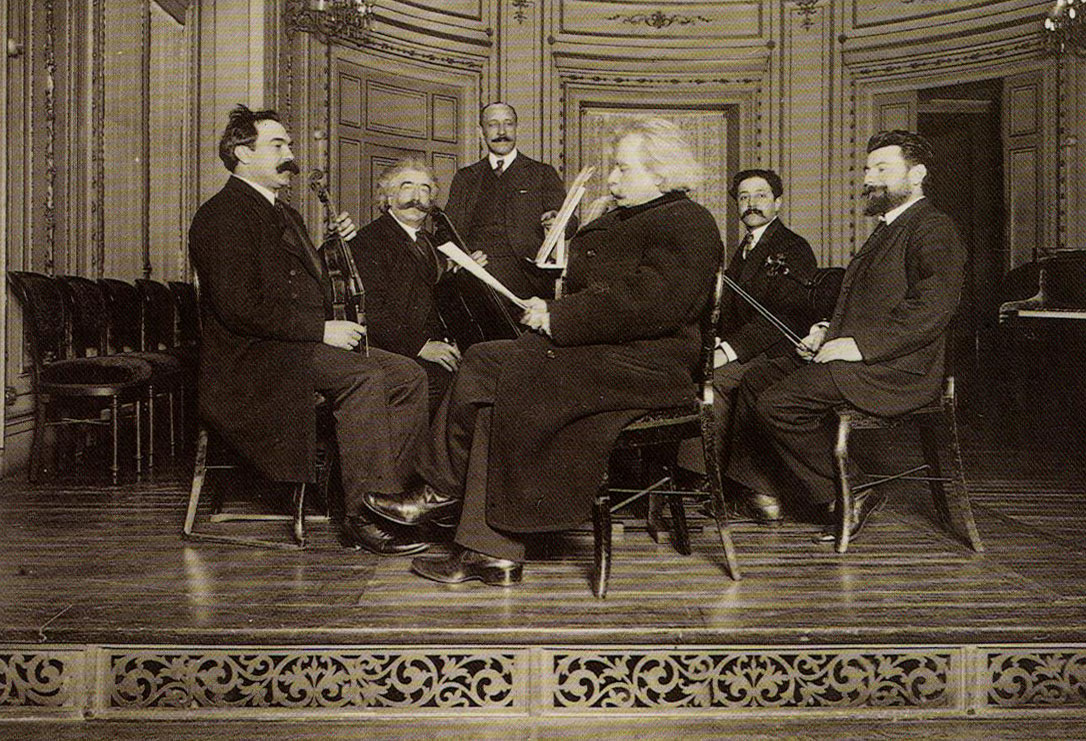
Edvard Grieg et le quatuor Wolff salle Pleyel en 1903
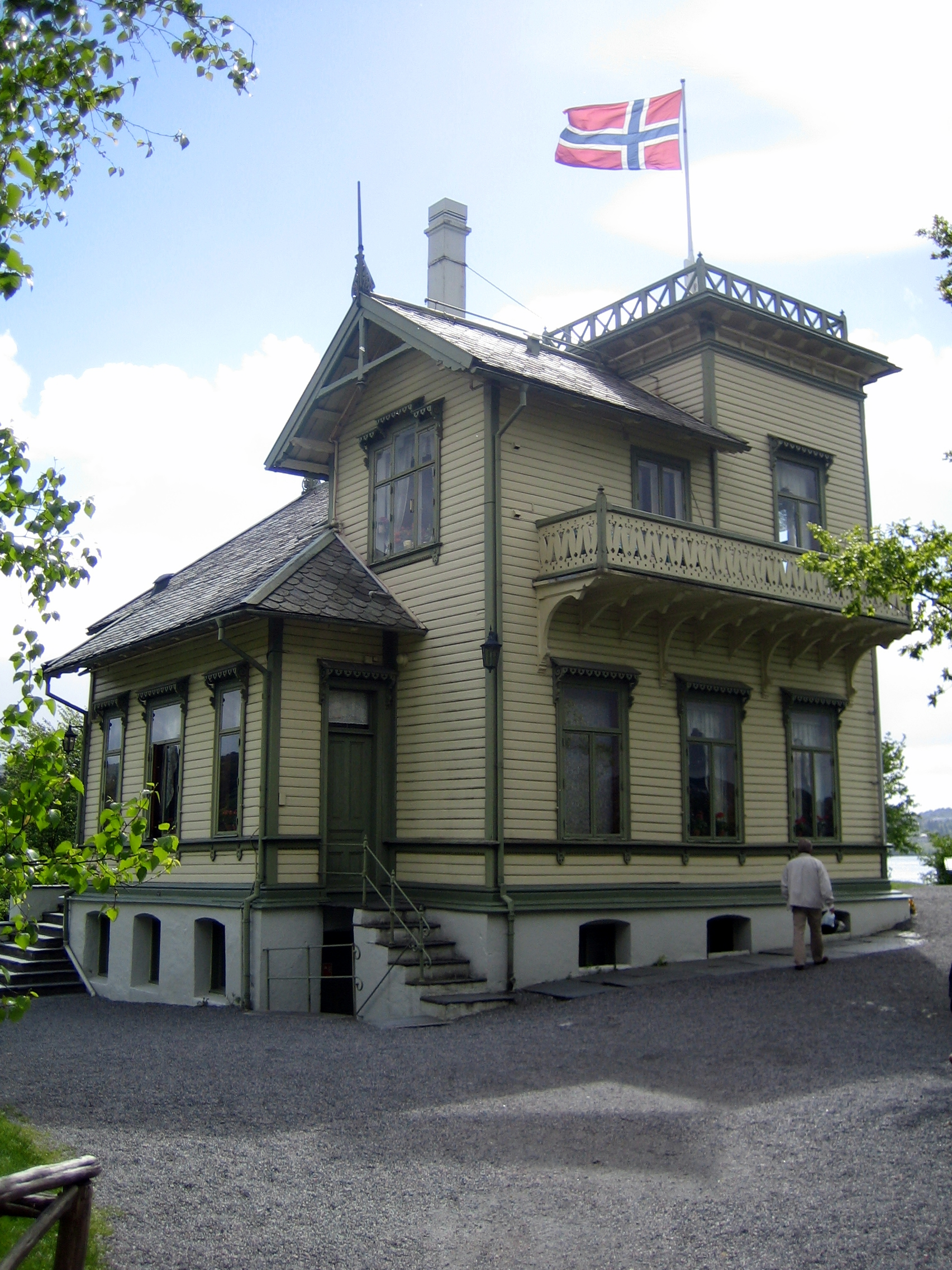
Grieg s'installa à Troldhaugen où il vécut de 1885 à sa mort en 1907.
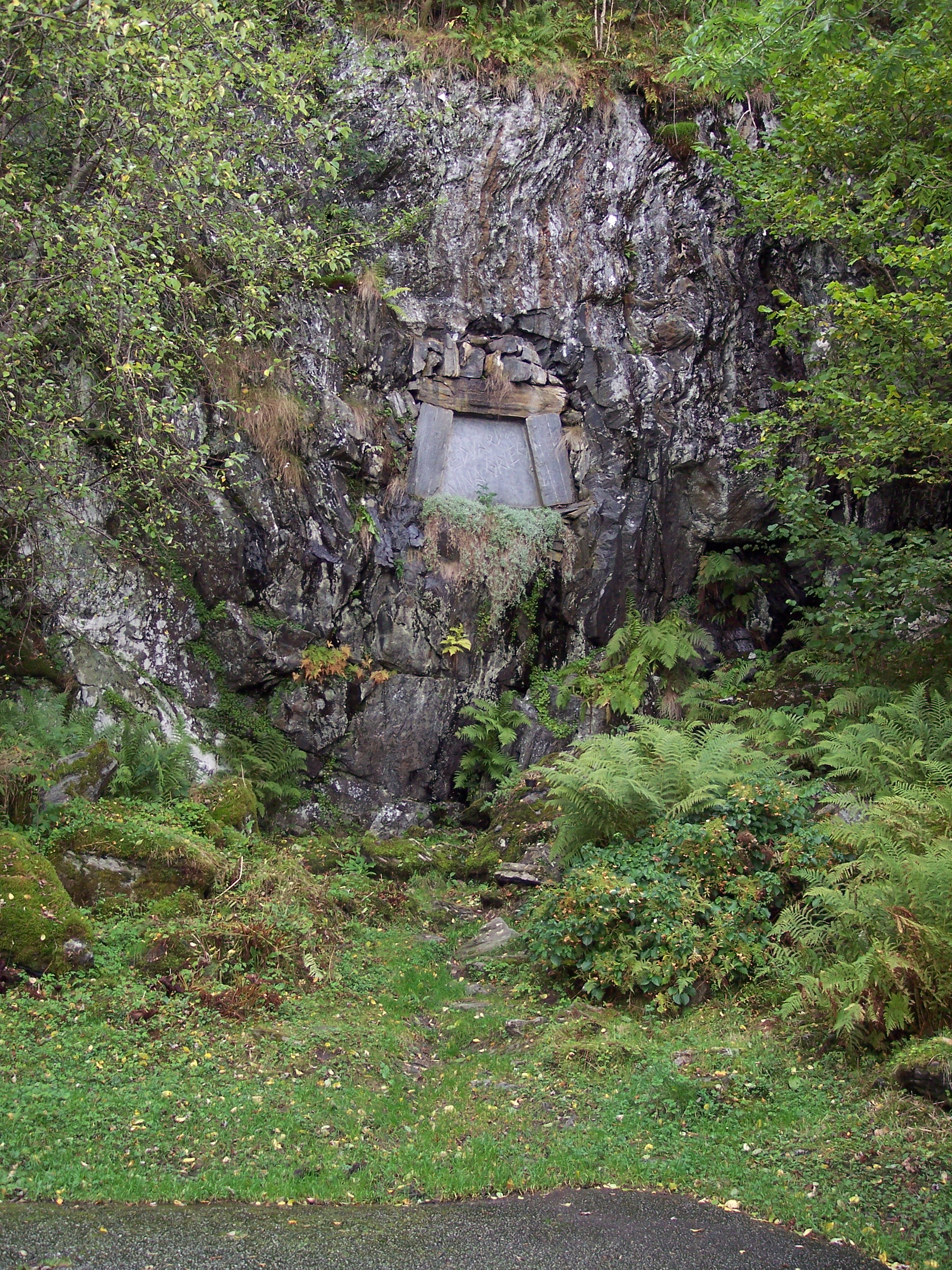
Tombe de Edvard et Nina Grieg.
Portrait par Erik Werenskiold, 1892, collection du Nationalmuseum.

## Œuvre
Edvard Grieg laisse un catalogue d'environ 80 partitions.

### Musique orchestrale
- En automne, op. 11, ouverture de concert (1866)
- Deux mélodies élégiaques, op. 34, arrangées pour orchestre à cordes (1880)
- Suite pour cordes : « Du Temps de Holberg », op. 40 (1884)
- Peer Gynt : suite no 1, op. 46, d'après la musique de scène Peer Gynt (1888)
- Olav Trygvason, op. 50, œuvre inachevée en trois mouvements pour chœur et orchestre
- Suite lyrique, op. 54, orchestration de quelques pièces lyriques op. 54
- Peer Gynt : suite no 2, op. 55, d'après la musique de scène Peer Gynt (1891)
- Sigurd Jorsalfar, op. 56, suite orchestrale (révisée en 1893)
- Danses symphoniques, op. 64 arrangement pour orchestre (1898)
- Deux pièces lyriques pour petit orchestre, op. 68, orchestration des 4e et 5epièces lyriques op. 68
- Marche funèbre en mémoire de Rikard Nordraak, EG 107
- Symphonie en ut mineur

### Musique concertante
- Concerto pour piano en la mineur, op. 16 (1868)

### Musique de chambre
- Sonate pour violon et piano no 1, op. 8 (1865)
- Sonate pour violon et piano no 2, op. 13 (1867)
- Quatuor à cordes en sol mineur, op. 27
- Sonate pour violoncelle et piano en la mineur op. 36 (1883) et créée le 22 octobre 1883 à Dresde par Friedrich Grützmacher accompagné de Grieg lui-même au piano[2]
- Sonate pour violon et piano no 3, op. 45 (1886-1887)
- Quatre danses symphoniques pour piano à quatre mains, op. 64 (1896)
- Un Quatuor à cordes inachevé en fa majeur : 2 mouvements accomplis dont un scherzo d'une grande inventivité
- Un trio pour piano, violon et violoncelle (Andante con moto) en 1 mouvement

### Pièces pour piano

#### Pièces lyriques
Soixante-six pièces lyriques opp. 12, 38, 43, 47, 54, 57, 62, 65, 68 et 71 (1867-1901)

#### Autres pièces
- Quatre pièces, op. 1
- Tableaux poétiques, op. 3
- Humoresques, op. 6
- Sonate en mi mineur, op. 7 (1865)
- Vingt-cinq Chants et danses populaires norvégiens, op. 17 (1869)
- Trois scènes de la vie populaire, op. 19
- Ballade sur une mélodie norvégienne en forme de variations en sol mineur, op. 24 (1875)
- Quatre feuillets d'album, op. 28
- Improvisation sur deux mélodies populaires norvégiennes, op. 29 (1878)
- Deux mélodies élégiaques, op. 34 (1880)
- Suite pour cordes Du temps de Holberg, op. 40 (1884)
- Pièces pour piano d'après des mélodies de l'auteur, op. 41
- Pièces pour piano d'après des mélodies de l'auteur, op. 52
- Dix-neuf Chants populaires norvégiens, op. 66 (1896)
- Dix-sept Danses paysannes norvégiennes, op. 72 (1902)
- Stimmungen, op. 73 (1901-1905)

### Musique lyrique
- Quatre Lieder, op. 2
- 7 Kinderlieder ou Barnlige Sange (Lieder enfantins, ou Lieder pour enfants) op. 61
- Quatre chants de louange pour baryton solo et chœur mixte, op. 74, 1906
- De nombreuses Mélodies sur des textes en allemand et en norvégien.

### Chœur et orchestre
- Peer Gynt, op. 23, musique de scène de la pièce du même nom d'Henrik Ibsen, (1875)

## Hommages
Sont nommés en son honneur :
- (4872) Grieg, un astéroïde de la ceinture principale d'astéroïdes[3].
- Grieg, un cratère de la planète Mercure[4].
- le mont Grieg, une montagne en Antarctique sur l'île Alexandre-Ier[5].